# Dale Launer
Pour les articles homonymes, voir Launer.
Dale Launer est un scénariste, producteur et réalisateur américain né en 1952 à Cleveland, Ohio (États-Unis).

## Filmographie

### comme scénariste
- 1986 : Y a-t-il quelqu'un pour tuer ma femme ? (Ruthless People)
- 1987 : Boire et Déboires (Blind Date)
- 1988 : Le Plus Escroc des deux (Dirty Rotten Scoundrels)
- 1992 : Mon cousin Vinny (My Cousin Vinny)
- 1992 : Miss Cobaye
- 2005 : Tom's Nu Heaven
- 2019 : Le Coup du siècle (The Hustle) de Chris Addison

### comme producteur
- 1988 : Le Plus Escroc des deux (Dirty Rotten Scoundrels)
- 1992 : Mon cousin Vinny (My Cousin Vinny)
- 1992 : Miss Cobaye (Love Potion No. 9)
- 2005 : Tom's Nu Heaven

### comme réalisateur
- 1992 : Miss Cobaye (Love Potion No. 9)
- 2005 : Tom's Nu Heaven